# Flaín Éctaz
Flaín Éctaz (fl. 932-c. 950) fue comandante del ejército de Ramiro II de León, tatarabuelo por la rama paterna del Cid, y cuarto abuelo de su esposa Jimena Díaz. Luchó al frente de las tropas de Ramiro II durante la rebelión de los Banu Gómez y los Ansúrez, que apoyaban a su hermano Alfonso IV. Según el historiador hispanomusulmán Ibn Hayyan, 

Con anterioridad había tenido an-Nasir carta suya, explicándole cuanto había hecho, uno de cuyos párrafos daba la buena nueva de las desavenencias entre el enemigo, al que Dios confunda, y de la agitación producida por la rebelión de los condes Banu Gómez y Ansúrez contra su rey, el tirano Ramiro, hijo de Ordoño, en apoyo de su hermano Alfonso, con cuyo motivo habían atacado el llano de la capital leonesa, matando a cuantos súbditos suyos hayaron (...) El bárbaro Ramiro había sacado contra ellos a su amigo y comandante de sus fuerzas, el conde Flayn con gran ejército con el que se enfrentó a los condes, quienes le infligieron una tremenda derrota...

En 950, su hijo Fernando aparece en la documentación de la Catedral de Astorga, como hijo de Flaín Éctaz, cuando dona un molino a Santa María de Camarzana.

## Matrimonio y descendencia
Casado con Brunilda cognomento Velasquita, tuvo por lo menos dos hijos: 
- Fernando Flaínez (m. c. 986), conde desde 977, gobernó Salamanca y fue un miembro relevante en la curia regia de los reyes Ramiro III y Bermudo II de León. Fue propietario de muchas tierras en la comarca del Bajo Cea, incluyendo las villas de Castrogonzalo, Villanueva la Seca y Fuentes de Ropel.[3] Consta su filiación en un diploma de la Catedral de Astorga en 950 cuando dona a Santa Marta de Camarzana un molino bajo Castrogonzalo.[3][4] En 1017, el rey Alfonso V de León donó a Pedro Fernández «en premio a su fidelidad, Castrogonzalo a orillas del Cea, Villaseca y el barrio de Fuentes de Ropel que había sido de Fernando Flaínez y de su mujer Gontrodo y que confiscó a su tío el conde Sancho García de Castilla por las maquinaciones continuas que había perpetrado contra él.»[5] El Pedro Fernández, muerto alrededor de 1027, a quien se refiere fue probablemente un hijo de Fernando Flaínez.[3]; y
- Muño Flaínez, esposo de Froiloba Bermúdez, hija del conde Bermudo Núñez y de la condesa Argilo.[6][7][8] Fueron los bisabuelos del Campeador.